# Campionat del Món de cursa per punts masculí
El Campionat del món de cursa per punts masculina és el campionat del món de Cursa per punts organitzat anualment per l'UCI, dins els Campionats del Món de Ciclisme en pista.
Des de 1977, en la modalitat amateur, i 1980, en la modalitat de professionals, es porten disputant sense interrompre cada any, a excepció dels anys 1984, 1988 i 1992 en la modalitat amateur, ja que coincidia amb els Jocs Olímpics. Així el campió olímpic tenia el dret de portar el mallot irisat de Campió del món.
L'any 1993 la modalitat amateur i professional es van unir en la modalitat "open".

## Pòdiums dels Guanyadors

### Cursa per punts amateur (1977 à 1992)
| Proves | Or                                       | Plata                                    | Bronze                                   |
| 1977   | Stan Tourné (BEL)                        | Jan Faltyn (POL)                         | Nikolaï Makarov (URS)                    |
| 1978   | Noël De Jonckheere (BEL)                 | Walter Baumgartner (SUI)                 | Jean-Jacques Rebière (FRA)               |
| 1979   | Igor Sláma (TCH)                         | Pierangelo Bincoletto (ITA)              | Urs Freuler (SUI)                        |
| 1980   | Gary Sutton (AUS)                        | Viktor Manakov (URS)                     | Josef Kristen (RFA)                      |
| 1981   | Lutz Haueisen (RDA)                      | Leonard Nitz (EUA)                       | Michael Marcussen (DEN)                  |
| 1982   | Hans-Joachim Pohl (RDA)                  | Michael Marcussen (DEN)                  | Karl Krenauer (AUT)                      |
| 1983   | Michael Marcussen (DEN)                  | Hans-Joachim Pohl (RDA)                  | Ivan Romanov (URS)                       |
| 1984   | No disputat per culpa dels Jocs Olímpics | No disputat per culpa dels Jocs Olímpics | No disputat per culpa dels Jocs Olímpics |
| 1985   | Martin Penc (TCH)                        | Philippe Grivel (SUI)                    | Dan Frost (DEN)                          |
| 1986   | Dan Frost (DEN)                          | Olaf Ludwig (RDA)                        | Leonard Nitz (EUA)                       |
| 1987   | Marat Ganéiev (URS)                      | Uwe Messerschmidt (RFA)                  | Pascal Lino (FRA)                        |
| 1988   | No disputat per culpa dels Jocs Olímpics | No disputat per culpa dels Jocs Olímpics | No disputat per culpa dels Jocs Olímpics |
| 1989   | Marat Satybaldeiev (URS)                 | Fabio Baldato (ITA)                      | Leo Peelen (NED)                         |
| 1990   | Stephen McGlede (AUS)                    | Bruno Risi (SUI)                         | Jan-Bo Petersen (DEN)                    |
| 1991   | Bruno Risi (SUI)                         | Stephen McGlede (AUS)                    | Jan-Bo Petersen (DEN)                    |
| 1992   | No disputat per culpa dels Jocs Olímpics | No disputat per culpa dels Jocs Olímpics | No disputat per culpa dels Jocs Olímpics |

### Cursa per punts professional i open
| Proves | Or                       | Plata                       | Bronze                      |
| 1980   | Constant Tourné (BEL)    | Giovanni Mantovani (ITA)    | Heinz Betz (RFA)            |
| 1981   | Urs Freuler (SUI)        | Danny Clark (AUS)           | Giuseppe Saronni (ITA)      |
| 1982   | Urs Freuler (SUI)        | Gary Sutton (AUS)           | Roman Hermann (LIE)         |
| 1983   | Urs Freuler (SUI)        | Guido Bontempi (ITA)        | Gary Sutton (AUS)           |
| 1984   | Urs Freuler (SUI)        | Gary Sutton (AUS)           | Henry Rinklin (RFA)         |
| 1985   | Urs Freuler (SUI)        | Hans Ledermann (SUI)        | Stefano Allocchio (ITA)     |
| 1986   | Urs Freuler (SUI)        | Michel Vaarten (BEL)        | Stefano Allocchio (ITA)     |
| 1987   | Urs Freuler (SUI)        | Anthony Doyle (GBR)         | Roger Ilegems (BEL)         |
| 1988   | Daniel Wyder (SUI)       | Adriano Baffi (ITA)         | Michael Marcussen (DEN)     |
| 1989   | Urs Freuler (SUI)        | Gary Sutton (AUS)           | Martin Penc (TCH)           |
| 1990   | Laurent Biondi (FRA)     | Michael Marcussen (DEN)     | Danny Clark (AUS)           |
| 1991   | Viatxeslav Iekímov (URS) | Francis Moreau (FRA)        | Peter Pieters (NED)         |
| 1992   | Bruno Risi (SUI)         | Jonas Romanovas (LTU)       | Juan Esteban Curuchet (ARG) |
| 1993   | Etienne De Wilde (BEL)   | Éric Magnin (FRA)           | Vassil Iàkovliev (UKR)      |
| 1994   | Bruno Risi (SUI)         | Jan-Bo Petersen (DEN)       | Franz Stocher (AUT)         |
| 1995   | Silvio Martinello (ITA)  | Remigius Lupeikis (LIT)     | Sergei Lavrenenko (KAZ)     |
| 1996   | Joan Llaneras (ESP)      | Michael Sandstød (DEN)      | Silvio Martinello (ITA)     |
| 1997   | Silvio Martinello (ITA)  | Bruno Risi (SUI)            | Joan Llaneras (ESP)         |
| 1998   | Joan Llaneras (ESP)      | Andreas Kappes (GER)        | Silvio Martinello (ITA)     |
| 1999   | Bruno Risi (SUI)         | Vassil Iàkovliev (UKR)      | Ho-Sung Cho (KOR)           |
| 2000   | Joan Llaneras (ESP)      | Matthew Gilmore (BEL)       | Franz Stocher (AUT)         |
| 2001   | Bruno Risi (SUI)         | Juan Esteban Curuchet (ARG) | Franz Stocher (AUT)         |
| 2002   | Chris Newton (GBR)       | Franz Stocher (AUT)         | Juan Esteban Curuchet (ARG) |
| 2003   | Franz Stocher (AUT)      | Joan Llaneras (ESP)         | Jos Pronk (NED)             |
| 2004   | Franck Perque (FRA)      | Milton Wynants (URU)        | Juan Esteban Curuchet (ARG) |
| 2005   | Volodímir Ribin (UKR)    | Ioánnis Tamourídis (GRE)    | Joan Llaneras (ESP)         |
| 2006   | Peter Schep (NED)        | Rafał Ratajczyk (POL)       | Vassil Kirienka (BLR)       |
| 2007   | Joan Llaneras (ESP)      | Iljo Keisse (BEL)           | Mikhaïl Ignàtiev (RUS)      |
| 2008   | Vassil Kirienka (BLR)    | Christophe Riblon (FRA)     | Peter Schep (NED)           |
| 2009   | Cameron Meyer (AUS)      | Daniel Kreutzfeldt (DEN)    | Chris Newton (GBR)          |
| 2010   | Cameron Meyer (AUS)      | Peter Schep (NED)           | Milan Kadlec (CZE)          |
| 2011   | Edwin Ávila (COL)        | Cameron Meyer (AUS)         | Morgan Kneisky (FRA)        |
| 2012   | Cameron Meyer (AUS)      | Ben Swift (GBR)             | Kenny De Ketele (BEL)       |
| 2013   | Simon Yates (GBR)        | Eloy Teruel (ESP)           | Kiril Svéixnikov (RUS)      |
| 2014   | Edwin Ávila (COL)        | Thomas Scully (NZL)         | Eloy Teruel (ESP)           |
| 2015   | Artur Ierxov (RUS)       | Eloy Teruel (ESP)           | Maximilian Beyer (GER)      |
| 2016   | Jonathan Dibben (GBR)    | Andreas Graf (AUT)          | Kenny De Ketele (BEL)       |
| 2017   | Cameron Meyer (AUS)      | Kenny De Ketele (BEL)       | Wojciech Pszczolarski (POL) |